# Воєнна економіка
Існує два поняття воєнна еконо́міка:
- це воєнне виробництво
- це об'єктивна реальність, як наука

## Воєнна економіка, як об'єктивна реальність
Воєнна економіка, як об'єктивна реальність — постійно діюча частка суспільного виробництва для забезпечення потреб Збройних Сил склалася в роки Першої світової війни в Німеччині. Усе те військове майно і озброєння, яке було накопичено до війни було використано і втрачено у перші два місяці війни. І вперше в історії людства економіка і політика стала перед проблемою недостачі кінцевої військової продукції і необхідністю переводу значної частки цивільного виробництва на воєнне виробництво. В сучасних умовах дуже посилився взаємозв'язок між війною та економікою.
Військове господарство є частиною воєнної економіки. Воєнну економіку формують також суміжні сфери виробництва та споживаня, що спрямовані на забезпечення потреб обороноздатності під час війни та воєнного стану.
Воєнна економіка формується державою із урахуванням обмежень економічних, соціальних та інших свобод громадян під час війни на підставі законоадвства про воєнний стан. В Україні правовий режим воєнного стану визначається Законом "Про правовий режим воєнного стану".
Економіка здійснює вплив в цілому на хід та результат війни:
1. по-перше економіка є об'єктивною основою виникнення соціальних конфліктів які вирішуються через війну
2. економіка є матеріально-технічною базою збройної боротьби. Щоб вести війну потрібна зброя та багато іншого, що дає економіка.
3. економіка за допомогою військової техніки та людських ресурсів обумовлює організацію, форми і способи озброєної боротьби, військову тактику та стратегію

Взаємозв'язок між економікою та війною має двосторонній характер:
1. війна відволікає значні фінансові, матеріальні та людські ресурси з виробничої сфери в непродуктивну невиробничу сферу
2. війна і військові потреби формують структуру самої економіки
3. війна веде до прямого знищення продуктивних сил і у зв'язку з цим стає задача по збереженню виробництва, робочої сили, забезпеченню живучості економіки

Таким чином з початком першої світової війни склалися об'єктивно два сектори суспільно-го виробництва – цивільний сектор і військовий сектор і у військовій науці виник новий напрям її розвитку – військова економіка. Війна перш за все на макрорівні потребує прямих фінансових ресурсів.
Існують:
- прямі фінансові витрати (суто воєнні витрати)
- непрямі фінансові витрати (витрати на воєнну економіку)

## Воєнна економіка, як наука
Воєнна економіка, як наука вивчає військо-економічні відносини, які складаються в процесі виробництва, розподілу, обміну і споживання предметів військового призначення.

Військова економіка, як об'єктивна реальність включає в себе:

- чисто військове виробництво засобів збройної боротьби
- цивільне виробництво засобів збройної боротьби
- цивільне виробництво звичайної цивільної продукції
- військове господарство

Військова економіка як наука є складна система військово-економічних знань. Основними галузями військо-економічних знань є:
- Загальна теорія військової економіки;
- конкретна військова економіка та військове господарство

## Загальна теорія воєнної економіки
Загальна теорія воєнної економіки включає:
- визначення предмета та основних проблем військово-економічної науки, аналіз використовуваних методів;
- дослідження змісту військової економіки, структури військового виробництва, законів та закономірностей економічного забезпечення підготовки та ведення війни;
- теорію військово-економічного потенціалу;
- аналіз військово-економічної підготовки та економічної мобілізації;
- аналіз особливостей суспільного виробництва в умовах війни;
- вивчення проблем економічного протиборства і живучості економіки;
- аналіз економічного забезпечення коаліційної війни;
- розробка загальних принципів економічної роботи у військах;
- дослідження проблем управління військовою економікою.

## Конкретна воєнна економіка і військове господарство
Конкретна воєнна економіка і військове господарство включає 3 підсистеми:
- галузеві конкретно-економічні знання;
- спеціальні конкретно-економічні знання;
- історичні воєнно-економічні знання.

## Галузеві конкретні воєнно-економічні знання
До галузевих конкретних воєнно-економічних знань відносяться:
- економіка Збройних Сил;
- економіка галузей оборонної промисловості;
- економіка військового будівництва;
- економіка військового транспорту і зв'язку;
- економіка військових науково-дослідних та дослідно-конструкторських робіт ;
- економіка експлуатації та ремонту військової техніки;
- економіка цивільної оборони.

## Спеціальні конкретні воєнно-економічні знання
Спеціальні конкретні воєнно-економічні знання включають:
- фінанси Збройних Сил;
- військово-економічний аналіз;
- військово-економічне планування;
- військово-економічну географію;
- військово-економічну статистику;
- військово-економічну інформатику.

Історичні військово-економічні знання:
- історію військово-економічної думки;
- історію військового господарства.

Військова економіка, як наука, має свої закони, закономірності та категорії. У військовій економіці діють загальні економічні закони такі як, закон вартості, закон продуктивності праці, закон росту потреб, закон попиту та пропозиції.

Поряд з загальними економічними законами воєнна економіка має ряд специфічних законів і закономірностей:
- закон виробництва додаткового продукту для задоволення військових потреб;
- закон першочергового виробництва вирішальних засобів збройної боротьби;
- закон залежності виробництва засобів збройної боротьби від НТП;
- закон взаємозв'язку виробничих секторів військового виробництва.

На сферу воєнної економіки впливають закони політики та закони війни:
- закон залежності війни від її політичних цілей;
- закон залежності ходу війни від співвідношення економічних потенціалів;
- закон ходу війни залежно від співвідношення військових потенціалів воюючих країн;
- закон залежності ходу війни від морально-політичного потенціалу.

## Структура воєнної економіки, як об'єктивної реальності

### 1. Базові галузі
- паливно-енергетичний комплекс (гідроелектроенергетика, теплова електроенергетика, атомна електроенергетика, нафтовидобування, нафтопереробка та нафтотранспортування, добування, переробка і транспортування газу, вугільна промисловість).
- Комплекс сировинних і матеріаловиробничих галузей;
- Інфраструктура;
- Аграрно-промисловий комплекс;
- Галузі, які переробляють сільськогосподарську продукцію;
- Капітальне будівництво;
- Комплекс військової та військово-технічної науки;
- Кадрове військове виробництво

### 2. Спеціалізовані галузі
- атомна військова промисловість;
- ракетобудівництво;
- літакобудування;
- танкобудування;
- суднобудування;
- виробництво артилерійських систем та систем залпового вогню;
- виробництво стрілецької зброї;
- виробництво боєприпасів.

У переважній більшості країн суто військові галузі зустрічаються дуже рідко. Як правило, формуються змішані підприємства, які поряд з цивільною продукцією здійснюють виробництво кінцевої військової продукції (продукція двійного призначення).